# Copa América 1957
De Copa América 1957 (eigenlijk Zuid-Amerikaans voetbalkampioenschap 1957, want de naam Copa América wordt pas vanaf 1975 gedragen) was een toernooi gehouden in Peru van 7 maart tot 6 april 1957.
De deelnemende landen waren Argentinië, Brazilië, Chili, Colombia, Ecuador, Peru en Uruguay.
Bolivia en Paraguay trokken zich terug.

## Deelnemende landen
| Land        | Aantal deelnames | Huidig aantal deelnames op rij | Vorige deelname |
| ----------- | ---------------- | ------------------------------ | --------------- |
| Argentinië  | 22ste            | 3                              | 1956            |
| Brazilië    | 17de             | 2                              | 1956            |
| Chili       | 20ste            | 13                             | 1956            |
| Colombia    | 4de              | 1                              | 1949            |
| Ecuador     | 9de              | 1                              | 1955            |
| Peru (g)    | 13de             | 6                              | 1956            |
| Uruguay (t) | 24ste            | 16                             | 1956            |

- (g) = gastland
- (t) = titelverdediger

## Stadion
| Lima                                | · Lima |
| Estadio Nacional Capaciteit: 50.000 | · Lima |
|                                     | · Lima |

## Scheidsrechters
De organisatie nodigde in totaal 6 scheidsrechters uit voor 21 duels. Tussen haakjes staat het aantal gefloten duels tijdens de Copa América 1957.

## Eindstand
| Land       | Wed | Win | Gel | Ver | DV | DT | +/− | Pnt |
| ---------- | --- | --- | --- | --- | -- | -- | --- | --- |
| Argentinië | 6   | 5   | 0   | 1   | 25 | 6  | +19 | 10  |
| Brazilië   | 6   | 4   | 0   | 2   | 23 | 9  | +14 | 8   |
| Uruguay    | 6   | 4   | 0   | 2   | 15 | 12 | +3  | 8   |
| Peru       | 6   | 4   | 0   | 2   | 12 | 9  | +3  | 8   |
| Colombia   | 6   | 2   | 0   | 4   | 10 | 25 | –15 | 4   |
| Chili      | 6   | 1   | 1   | 4   | 9  | 17 | –8  | 3   |
| Ecuador    | 6   | 0   | 1   | 5   | 7  | 23 | –16 | 1   |

## Wedstrijden
Elk land speelde één keer tegen elk ander land. De puntenverdeling was als volgt:
- Twee punten voor winst
- Eén punt voor gelijkspel
- Nul punten voor verlies

|                                 |                                             |       |                        |                                                                          |
| 7 maart 1957 «onderlinge duels» | Uruguay                                     | 5 – 2 | Ecuador                | Estadio Nacional, Lima Toeschouwers: 50.000 Scheidsrechter: Erwin Hieger |
| 7 maart 1957 «onderlinge duels» | Ambrois 26', 29' (pen.), 57', 74' Sasía 87' |       | Larraz 12', 40' (pen.) | Estadio Nacional, Lima Toeschouwers: 50.000 Scheidsrechter: Erwin Hieger |

|                                  |                       |       |            |                                                                           |
| 10 maart 1957 «onderlinge duels» | Peru                  | 2 – 1 | Ecuador    | Estadio Nacional, Lima Toeschouwers: 55.000 Scheidsrechter: Robert Turner |
| 10 maart 1957 «onderlinge duels» | Terry 29', 37' (pen.) |       | Cantos 44' | Estadio Nacional, Lima Toeschouwers: 55.000 Scheidsrechter: Robert Turner |

|                                  |                                                                                  |       |                                |                                                                          |
| 13 maart 1957 «onderlinge duels» | Argentinië                                                                       | 8 – 2 | Colombia                       | Estadio Nacional, Lima Toeschouwers: 42.000 Scheidsrechter: Ronald Lynch |
| 13 maart 1957 «onderlinge duels» | Cruz 5' Angelillo 10', 73' Maschio 16' (pen.), 23', 53' (pen.), 85' Corbatta 59' |       | Gamboa 34' (pen.) Valencia 37' | Estadio Nacional, Lima Toeschouwers: 42.000 Scheidsrechter: Ronald Lynch |

|                                  |                             |       |                                 |                                                                           |
| 13 maart 1957 «onderlinge duels» | Brazilië                    | 4 – 2 | Chili                           | Estadio Nacional, Lima Toeschouwers: 42.000 Scheidsrechter: Bertley Cross |
| 13 maart 1957 «onderlinge duels» | Didì 20', 26', 44' Pepe 46' |       | Ramírez Banda 13' Fernández 89' | Estadio Nacional, Lima Toeschouwers: 42.000 Scheidsrechter: Bertley Cross |

|                                  |              |       |       |                                                                          |
| 16 maart 1957 «onderlinge duels» | Peru         | 1 – 0 | Chili | Estadio Nacional, Lima Toeschouwers: 60.000 Scheidsrechter: Ronald Lynch |
| 16 maart 1957 «onderlinge duels» | Mosquera 57' |       |       | Estadio Nacional, Lima Toeschouwers: 60.000 Scheidsrechter: Ronald Lynch |

|                                  |            |       |         |                                                                          |
| 17 maart 1957 «onderlinge duels» | Colombia   | 1 – 0 | Uruguay | Estadio Nacional, Lima Toeschouwers: 50.000 Scheidsrechter: Pedro Di Leo |
| 17 maart 1957 «onderlinge duels» | Arango 28' |       |         | Estadio Nacional, Lima Toeschouwers: 50.000 Scheidsrechter: Pedro Di Leo |

|                                  |                              |       |         |                                                                           |
| 17 maart 1957 «onderlinge duels» | Argentinië                   | 3 – 0 | Ecuador | Estadio Nacional, Lima Toeschouwers: 50.000 Scheidsrechter: Bertley Cross |
| 17 maart 1957 «onderlinge duels» | Angelillo 5', 39' Sívori 14' |       |         | Estadio Nacional, Lima Toeschouwers: 50.000 Scheidsrechter: Bertley Cross |

|                                  |                                              |       |         |                                                                          |
| 20 maart 1957 «onderlinge duels» | Argentinië                                   | 4 – 0 | Uruguay | Estadio Nacional, Lima Toeschouwers: 40.000 Scheidsrechter: Erwin Hieger |
| 20 maart 1957 «onderlinge duels» | Maschio 7', 73' Angelillo 48' Sanfilippo 83' |       |         | Estadio Nacional, Lima Toeschouwers: 40.000 Scheidsrechter: Erwin Hieger |

|                                  |                                                                      |       |                   |                                                                          |
| 21 maart 1957 «onderlinge duels» | Brazilië                                                             | 7 – 1 | Ecuador           | Estadio Nacional, Lima Toeschouwers: 45.000 Scheidsrechter: Ronald Lynch |
| 21 maart 1957 «onderlinge duels» | Evaristo 22', 89' Pepe 25' Zizinho 34' (pen.) Joel 43', 68' Didì 78' |       | Larraz 80' (pen.) | Estadio Nacional, Lima Toeschouwers: 45.000 Scheidsrechter: Ronald Lynch |

|                                  |                               |       |                         |                                                                          |
| 21 maart 1957 «onderlinge duels» | Chili                         | 3 – 2 | Colombia                | Estadio Nacional, Lima Toeschouwers: 45.000 Scheidsrechter: Edwin Hieger |
| 21 maart 1957 «onderlinge duels» | Verdejo 35', 70' Espinoza 62' |       | Arango 68' Carrillo 83' | Estadio Nacional, Lima Toeschouwers: 45.000 Scheidsrechter: Edwin Hieger |

|                                  |                                         |       |                                     |                                                                           |
| 23 maart 1957 «onderlinge duels» | Uruguay                                 | 5 – 3 | Peru                                | Estadio Nacional, Lima Toeschouwers: 55.000 Scheidsrechter: Bertley Cross |
| 23 maart 1957 «onderlinge duels» | Ambrois 22', 48', 60', 75' Carranza 26' |       | Terry 3' Seminario 81' Mosquera 83' | Estadio Nacional, Lima Toeschouwers: 55.000 Scheidsrechter: Bertley Cross |

|                                  |                               |       |                              |                                                                          |
| 24 maart 1957 «onderlinge duels» | Chili                         | 2 – 2 | Ecuador                      | Estadio Nacional, Lima Toeschouwers: 45.000 Scheidsrechter: Erwin Hieger |
| 24 maart 1957 «onderlinge duels» | Ramírez Banda 18', 26' (pen.) |       | Larraz 25' (pen.) Cantos 59' | Estadio Nacional, Lima Toeschouwers: 45.000 Scheidsrechter: Erwin Hieger |

|                                  |                                                                     |       |          |                                                                           |
| 24 maart 1957 «onderlinge duels» | Brazilië                                                            | 9 – 0 | Colombia | Estadio Nacional, Lima Toeschouwers: 45.000 Scheidsrechter: Bertley Cross |
| 24 maart 1957 «onderlinge duels» | Pepe 27' Evaristo 41', 44', 45', 75', 86' Didì 50', 60' Zizinho 85' |       |          | Estadio Nacional, Lima Toeschouwers: 45.000 Scheidsrechter: Bertley Cross |

|                                  |                                             |       |                   |                                                                          |
| 27 maart 1957 «onderlinge duels» | Peru                                        | 4 – 1 | Colombia          | Estadio Nacional, Lima Toeschouwers: 55.000 Scheidsrechter: Ronald Lynch |
| 27 maart 1957 «onderlinge duels» | Alberto Terry 34' Rivera 35', 37' Bassa 83' |       | Arango 57' (pen.) | Estadio Nacional, Lima Toeschouwers: 55.000 Scheidsrechter: Ronald Lynch |

|                                  |                                                                   |       |                    |                                                                           |
| 28 maart 1957 «onderlinge duels» | Argentinië                                                        | 6 – 2 | Chili              | Estadio Nacional, Lima Toeschouwers: 50.000 Scheidsrechter: Robert Turner |
| 28 maart 1957 «onderlinge duels» | Sívori 7' Angelillo 21', 70' Maschio 53', 74' Corbatta 83' (pen.) |       | Fernández 14', 28' | Estadio Nacional, Lima Toeschouwers: 50.000 Scheidsrechter: Robert Turner |

|                                  |                              |       |                       |                                                                          |
| 28 maart 1957 «onderlinge duels» | Uruguay                      | 3 – 2 | Brazilië              | Estadio Nacional, Lima Toeschouwers: 50.000 Scheidsrechter: Erwin Hieger |
| 28 maart 1957 «onderlinge duels» | Campero 15', 23' Ambrois 17' |       | Evaristo 68' Didì 70' | Estadio Nacional, Lima Toeschouwers: 50.000 Scheidsrechter: Erwin Hieger |

|                                  |                 |       |      |                                                                          |
| 31 maart 1957 «onderlinge duels» | Brazilië        | 1 – 0 | Peru | Estadio Nacional, Lima Toeschouwers: 55.000 Scheidsrechter: Ronald Lynch |
| 31 maart 1957 «onderlinge duels» | Didì 73' (pen.) |       |      | Estadio Nacional, Lima Toeschouwers: 55.000 Scheidsrechter: Ronald Lynch |

|                                 |                                                  |       |                   |                                                                         |
| 1 april 1957 «onderlinge duels» | Colombia                                         | 4 – 1 | Ecuador           | Estadio Nacional, Lima Toeschouwers: 40.000 Scheidsrechter: Harry Davis |
| 1 april 1957 «onderlinge duels» | Álvarez 19' (pen.) Gutiérrez 22' Gamboa 30', 58' |       | Larraz 32' (pen.) | Estadio Nacional, Lima Toeschouwers: 40.000 Scheidsrechter: Harry Davis |

|                                 |                       |       |       |                                                                          |
| 1 april 1957 «onderlinge duels» | Uruguay               | 2 – 0 | Chili | Estadio Nacional, Lima Toeschouwers: 40.000 Scheidsrechter: Erwin Hieger |
| 1 april 1957 «onderlinge duels» | Campero 28' Roque 40' |       |       | Estadio Nacional, Lima Toeschouwers: 40.000 Scheidsrechter: Erwin Hieger |

|                                 |                                    |       |          |                                                                           |
| 3 april 1957 «onderlinge duels» | Argentinië                         | 3 – 0 | Brazilië | Estadio Nacional, Lima Toeschouwers: 55.000 Scheidsrechter: Robert Turner |
| 3 april 1957 «onderlinge duels» | Angelillo 23' Maschio 87' Cruz 90' |       |          | Estadio Nacional, Lima Toeschouwers: 55.000 Scheidsrechter: Robert Turner |

|                                 |                        |       |            |                                                                           |
| 6 april 1957 «onderlinge duels» | Peru                   | 2 – 1 | Argentinië | Estadio Nacional, Lima Toeschouwers: 60.000 Scheidsrechter: Bertley Cross |
| 6 april 1957 «onderlinge duels» | Mosquera 15' Terry 81' |       | Sívori 50' | Estadio Nacional, Lima Toeschouwers: 60.000 Scheidsrechter: Bertley Cross |

|                       |
| Vlag van Argentinië   |
| ARGENTINIË 11de titel |

## Doelpuntenmakers
9 doelpunten
- Humberto Maschio
- Javier Ambrois

8 doelpunten
- Antonio Angelillo
- Didi
- Evaristo

5 doelpunten
- Alberto Terry

4 doelpunten
- Jorge Larraz

3 doelpunten
- Omar Sívori
- Pepe
- José Fernández

- Jaime Ramírez Banda
- Carlos Arango
- Delio Gamboa

- Enrique Cantos
- Máximo Mosquera
- Luis Campero

2 doelpunten
- Oreste Corbatta
- Osvaldo Cruz

- Joel
- Zizinho

- Carlos Verdejo
- Manuel Rivera

1 doelpunt
- José Sanfilippo
- Sergio Espinosa
- Alejandro Carrillo
- Humberto Álvarez

- Jaime Gutiérrez
- Alberto Valencia
- Juan Bassa
- Juan Seminario

- Carlos María Carranza
- José Walter Roque
- José Sasía

## Copa América 1957 in beeld

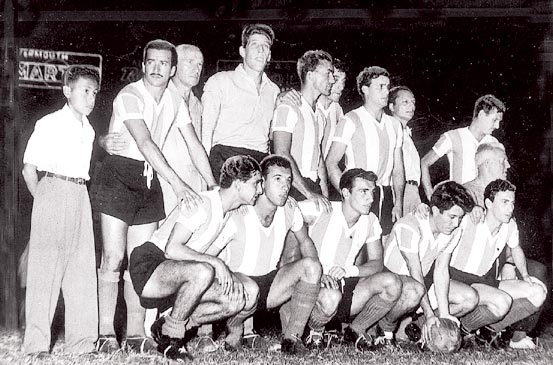
Argentinië

1916 · 
1917 · 
1919 · 
1920 · 
1921 · 
1922 · 
1923 · 
1924 · 
1925 · 
1926 · 
1927 · 
1929 · 
1935 · 
1937 · 
1939 · 
1941 · 
1942 · 
1945 · 
1946 · 
1947 · 
1949 · 
1953 · 
1955 · 
1956 · 
1957 · 
1959 · 
1959 · 
1963 · 
1967 · 
1975 · 
1979 · 
1983 · 
1987 · 
1989 · 
1991 · 
1993 · 
1995 · 
1997 · 
1999 · 
2001 · 
2004 · 
2007 · 
2011 · 
2015 · 
2016 ·
2019 ·
2021 ·
2024